# Живадин Јовановић
Живадин Јовановић (Опарић, код Рековца, 14. новембар 1938) српски и југословенски је правник и дипломата. Био је министар иностраних послова СР Југославије од 1998. до 2000. године.
Тренутно је председник Београдског форума за свет равноправних.

## Биографија
Основну школу је завршио у Драгову, а потом и Гимназију у Јагодини. Дипломирао је на Правном факултету Универзитета у Београду 1961. године.
Одмах по дипломирању, запослио се као правни референт у Скупштини општине Нови Београд. Током 1964. године је био аташе у Државном секретаријату за иностране послове СФРЈ.
Говори енглески, руски, француски и португалски језик.
Додељена му је Златна медаља за заслуге Републике Србије (2023).

### Дипломатска каријера
Од 1966. до 1970. године је био вицеконзул при Генералном конзулату СФРЈ у Торонту. Након тога је до 1974. године био саветник у Кабинету Председника Републике (СФРЈ), када одлази за саветника амбасаде у Најробију.
Од 1978. до 1988. године је био саветник за спољну политику Председништва Републике Србије и секретар Републичког савета за односе са иностранством.
За амбасадора СФР Југославије у Анголи, Намибији и Сао Томе и Принципе, именован је 1988. године. На том положају је остао до 1993. године.
Помоћник савезног министра за иностране послове СР Југославије је постао 1994. године. Радио је заједно са Владиславом Јовановићем и Миланом Милутиновићем.
Савезни министар за иностране послове СР Југославије је био од 9. јануара 1998. до 4. новембра 2000. године.

### Страначки ангажман
Као кандидат Социјалистичке партије Србије, неколико пута је биран за посланика Савезне скупштине СР Југославије и народног посланика Народне скупштине Републике Србије.
Обављао је дужности потпредседника и вршиоца дужности председника СПС-а.

## Дела
- Укидање државе, Дијам-м-прес, Ветерник, 2003;
- Косовско огледало, Београдски форум за свет равноправних, 2006.
- 1244 ključ mira u Evropi, Beogradski forum, Srpska književna zadruga (SKZ) , 2018. (Pečat vremena).